# Alula Engida

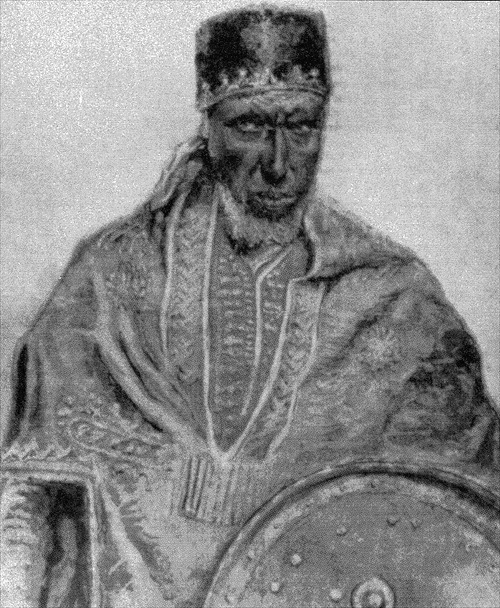
Ras Alula Engida, 1890

Ras Alula Engida Qubi (* 1827 in Mennawe, Distrikt Tembien, Tigray; † 15. Februar 1897 in Abessinien, auch bekannt unter seinen Pferdenamen Abba Nega und Alula Equbi) war ein tigrinischer bzw. äthiopischer General und Politiker. Europäer bezeichneten ihn als den „Garibaldi von Abessinien“. Er gilt als einer der herausragendsten Heerführer im Kampf für die Unabhängigkeit Äthiopiens.
Mit seiner ersten Frau Wozero B'tweta hatte er drei Kinder. Um seine Stellung am kaiserlichen Hof zu stärken, ließ er sich scheiden und heiratete Woizero Amlesu Araya, Tochter des Ras Araya Dimtsu, mächtiger und angesehener Onkel des Kaisers Yohannes IV. Für Yohannes besiegte er 1875 bei Gundet und 1876 bei Gura die Ägypter und diente ihm ab 1879 als äthiopischer Statthalter von Asmara (Eritrea). Alula siegte auch 1885 bei Kufit über die Sudanesen sowie 1887 in der Schlacht bei Dogali über die Italiener. Im erneuten Kampf gegen die Sudanesen wurde er 1889 in der Schlacht von Gallabat verwundet. Nach dem Tod des Kaisers unterstützte er zunächst Yohannes' Sohn Mengesha Yohannes, dann aber zusammen mit Mengesha Kaiser Menelik II. Alulas strategischer Plan trug 1896 wesentlich zum äthiopischen Sieg über die Italiener in der Schlacht von Adwa bei. Im darauffolgenden Jahr wurde er im Kampf gegen den rivalisierenden Fürsten Ras Hagos (Sengal Hagos?) tödlich verwundet.
Der Flughafen Alula Aba Nega wurde nach ihm und seinem Pferdenamen benannt. 